# Hugo Sjörs
Hugo Sjörs, född 1 augusti 1915 i Stora Skedvi, Kopparbergs län, död 28 februari 2010, var en svensk biolog.

## Biografi
Hugo Sjörs blev filosofie licentiat vid Uppsala universitet 1944, filosofie doktor och docent i växtbiologi där 1948 och 1962 - 1980 professor i växtbiologi. Han invaldes 1968 som ledamot av Vetenskapsakademien.
Bland Hugo Sjörs arbeten märks bland annat boken Nordisk växtgeografi, 1956 (andra upplaga 1967) och Ekologisk botanik, 1971.
Hugo Sjörs tilldelades 1983 Kungliga Fysiografiska Sällskapets Linnémedalj och 1999 Artdatabankens naturvårdspris.